# Poophilus grisescens
Poophilus grisescens är en insektsart som först beskrevs av Hermann Rudolph Schaum 1853.  Poophilus grisescens ingår i släktet Poophilus och familjen spottstritar. Inga underarter finns listade i Catalogue of Life.